# Dallas Semiconductor
Dallas Semiconductor war ein US-amerikanischer Produzent von integrierten Schaltungen (IC). Das Unternehmen wurde am 1. Februar 1984 gegründet, im Jahr 2001 von Maxim Integrated aufgekauft und mit diesem im Jahr 2021 von Analog Devices übernommen.
Der Hauptsitz des Unternehmens befand sich in Dallas im US-Bundesstaat Texas. Die Produktionsanlagen, welche unter anderem Reinräume der Klasse 1 und angeschlossener Waferfertigung umfassten, befanden sich im Norden von Dallas auf einem 22.000 m2 großen Areal. Der Umsatz betrug im Jahr 1989 82 Millionen US-Dollar.
Dallas Semiconductor wurde durch batteriegepufferte Echtzeituhren mit eingebauten NVRAM, umgangssprachlich als „Dallas-Chip“ bezeichnet, bekannt. Diese in Personalcomputer der 1990er Jahre, wie dem IBM Personal Computer/AT, eingesetzten Echtzeituhren hatten als Besonderheit die Pufferbatterie zur Datenhaltung im Chipgehäuse integriert. Ein weiteres Produkt war der „Dallas Key“, ein elektronischer Schlüssel mit 1-Wire-Bus, welche nach der Übernahme von Maxim unter der Bezeichnung iButton weiter vertrieben wurde. Daneben wurden Seriennummernchips zur Produktidentifizierung, digitale Potentiometer und temperaturstabilisierte Quarzoszillatoren (TCXO, engl. für Temperature Compensated Crystal Oscillator) gefertigt.
Nach der Übernahme durch Maxim wurde die Marke Dallas und die Bezeichnungen der integrierten Schaltungen, welche mit dem Kürzel DS beginnen, übernommen.

Produktbeispiele
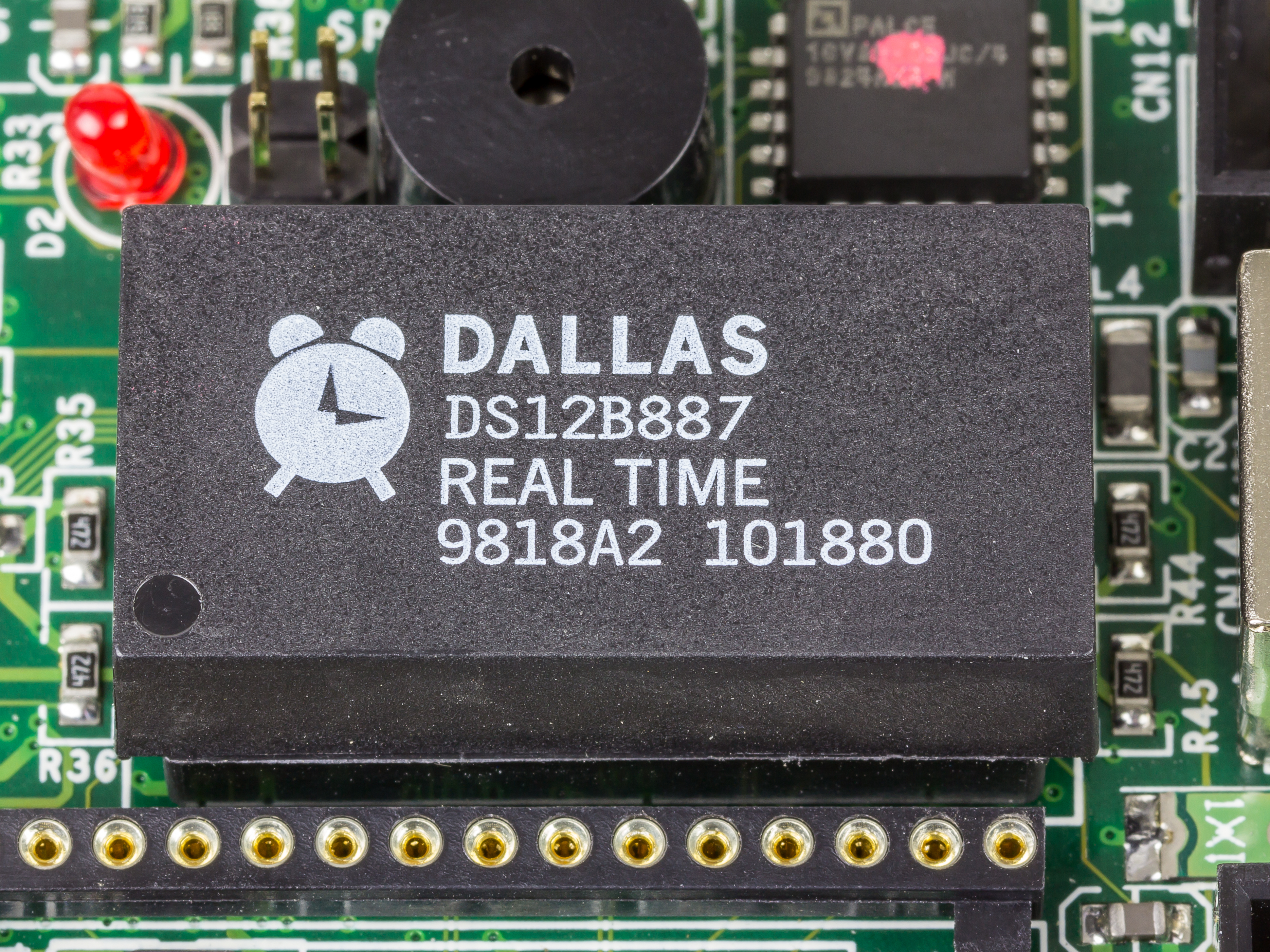
Echtzeituhr DS12B887 auf einer PC-Hauptplatine
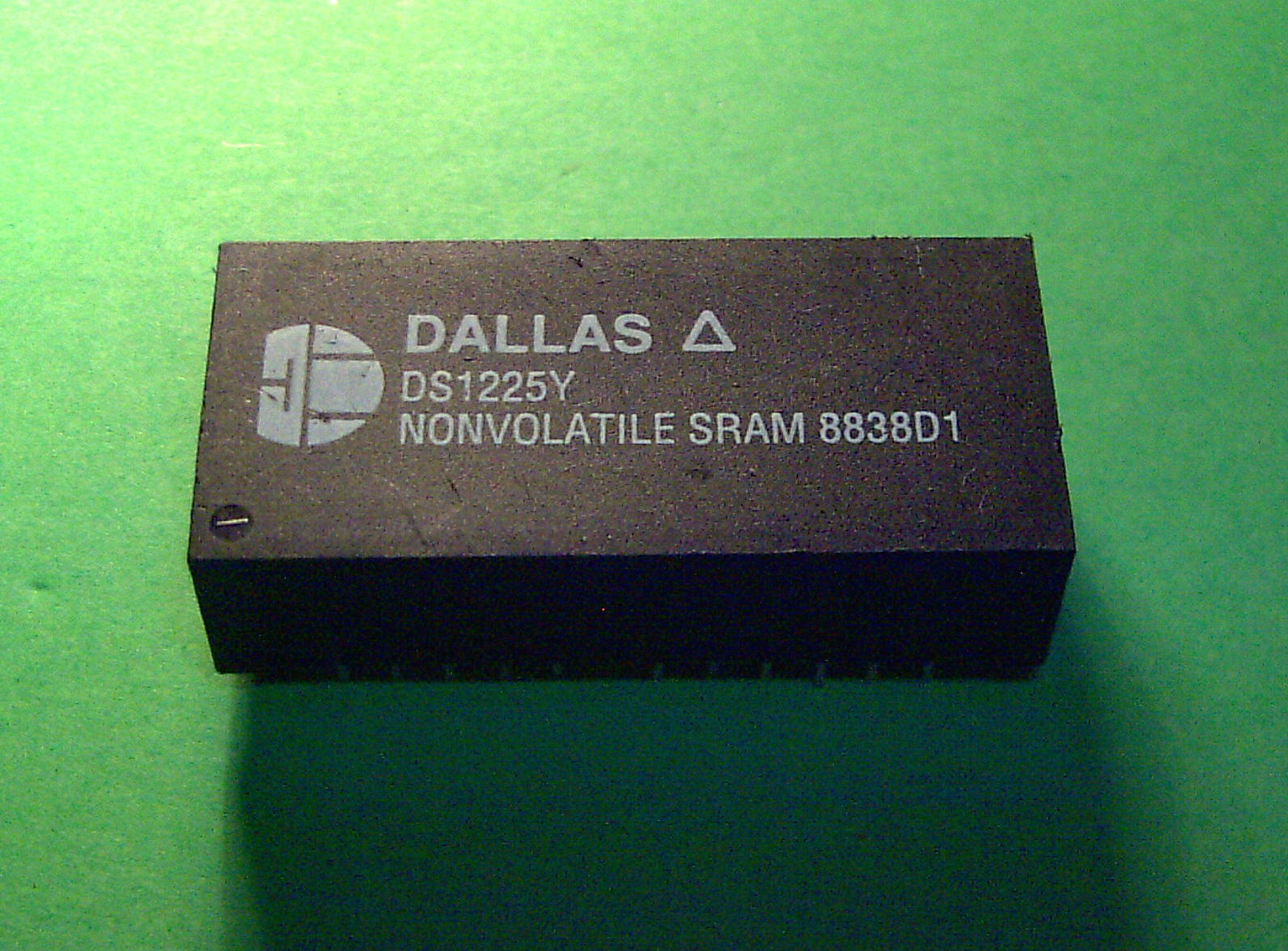
SRAM-basierendes NVRAM-Modul DS1225 mit eingebauter Lithiumbatterie
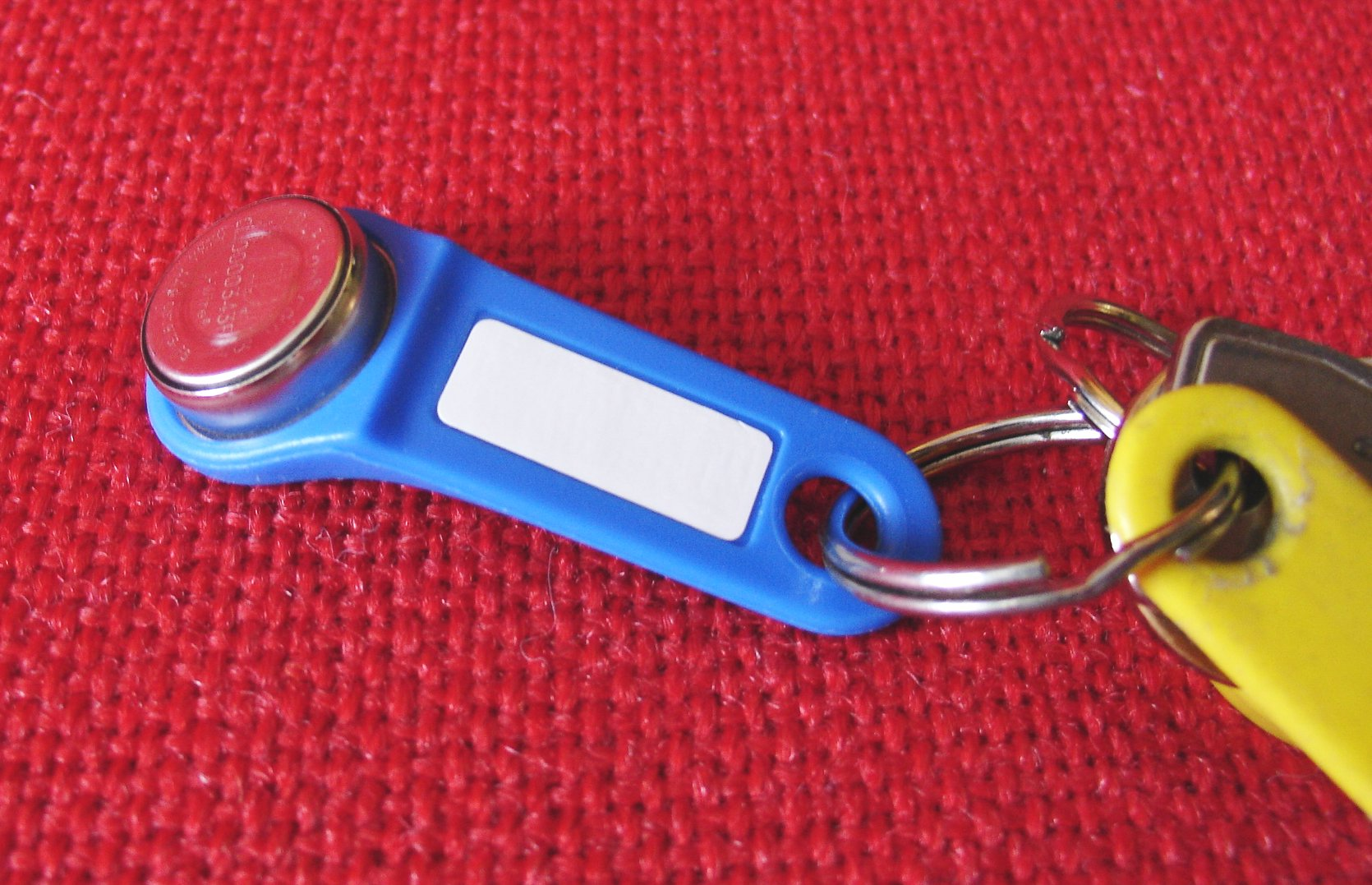
iButton
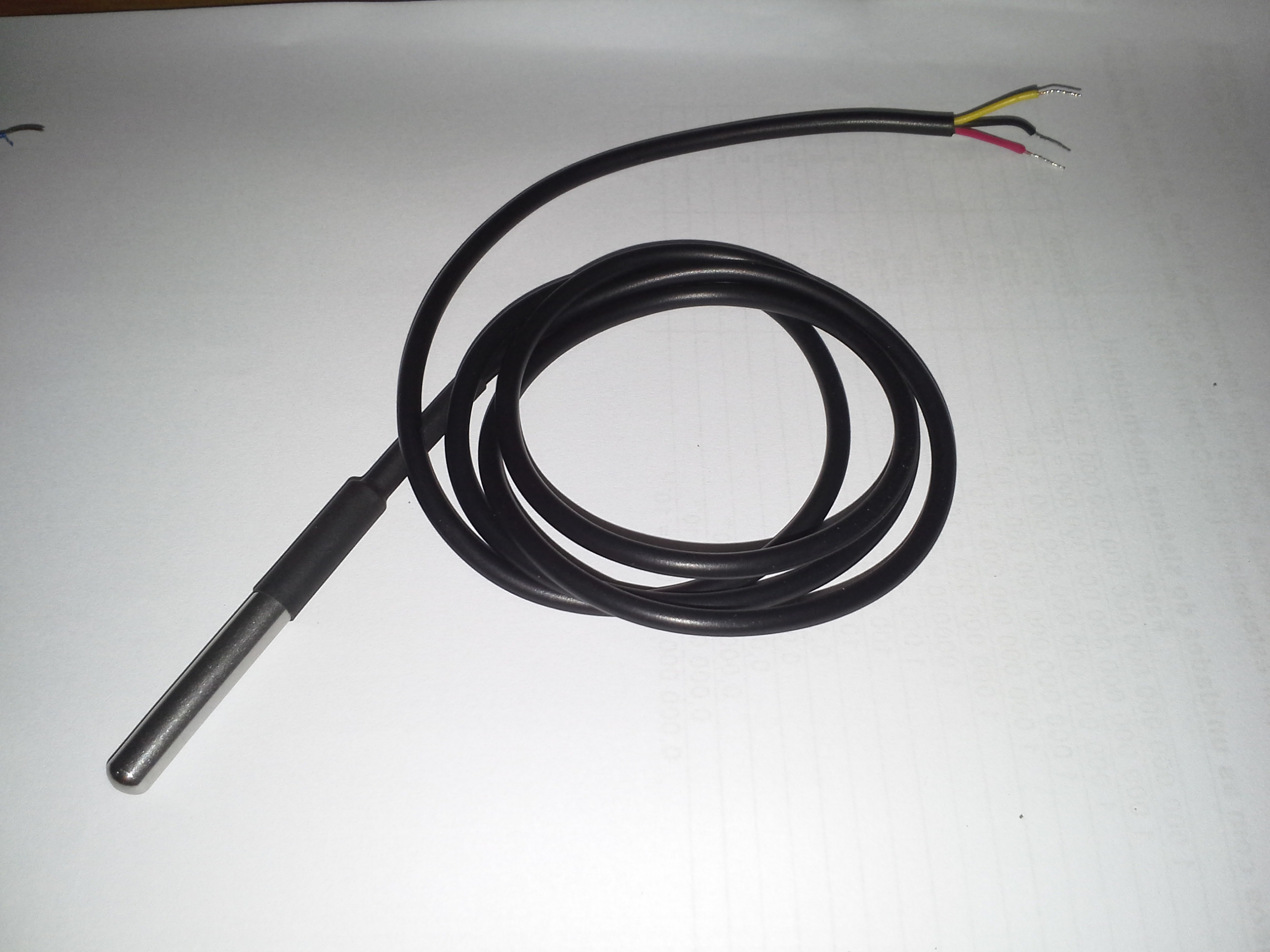
1-Wire-Temperatursensor DS18B20
Mikrocontroller der 8051er Familie (Intel Architektur)